# East Garden City
East Garden City és una concentració de població designada pel cens dels Estats Units a l'estat de Nova York. Segons el cens del 2000 tenia 979 habitants.

## Demografia
Segons el cens del 2000, East Garden City tenia 979 habitants, 275 habitatges, i 243 famílies. La densitat de població era de 124,8 habitants per km².
Dels 275 habitatges en un 47,6% hi vivien nens de menys de 18 anys, en un 67,3% hi vivien parelles casades, en un 16,7% dones solteres, i en un 11,3% no eren unitats familiars. En el 10,5% dels habitatges hi vivien persones soles el 4,7% de les quals corresponia a persones de 65 anys o més que vivien soles. El nombre mitjà de persones vivint en cada habitatge era de 3,52 i el nombre mitjà de persones que vivien en cada família era de 3,69.
Per edats la població es repartia de la següent manera: un 31,4% tenia menys de 18 anys, un 6,8% entre 18 i 24, un 37,5% entre 25 i 44, un 17,9% de 45 a 60 i un 6,4% 65 anys o més.
L'edat mediana era de 33 anys. Per cada 100 dones de 18 o més anys hi havia 86,7 homes.
La renda mediana per habitatge era de 62.083 $ i la renda mediana per família de 70.048 $. Els homes tenien una renda mediana de 46.250 $ mentre que les dones 31.029 $. La renda per capita de la població era de 22.099 $. Entorn del 5,3% de les famílies i el 7,8% de la població estaven per davall del llindar de pobresa.